# ブルーノ・ルジ
ブルーノ・ルジ（フランス語: Bruno Luzi、1965年5月30日 - ）は、フランスとイタリアの元サッカー選手、現サッカー指導者。選手時代のポジションはFW。
1989年に父のワルテル・ルジが設立したFCシャンブリーに2001年まで選手として在籍し、同年から同クラブの監督としてチームをプロに導いた事で知られている。

## 選手歴
1979年にUSシャンティイで選手となり、1982年にUSLダンケルクに移籍。1984年にAFCクレイユに移籍したが1年で退団した。
その後は無所属が続いたが、1989年にFCシャンブリーの初代メンバーの一人として選手復帰。県リーグ5部から県リーグ1部にまで昇格した。

## 監督歴
2001年に監督に転向。翌年に地域リーグに昇格したのを皮切りに3年ごとに昇格し、2010年には全国リーグのフランス全国選手権3に昇格。2012年にフランス全国選手権2に昇格、2014年にフランス全国選手権に昇格。2019年にはリーグ・ドゥに昇格した。2020年5月1日には19年間務めた監督からの退任を発表したが、7日にスタッフや選手、サポーターの表情を見てこれを撤回した。
2022年4月2日、フランス全国選手権にて降格圏を抜け出せず残り6試合で成績不振の理由で兄であり会長のフルヴィオから解任を言い渡され、33年間選手・監督として共に歩んできたFCシャンブリーを去る事になった。
その後2023年に AFCコンピエーニュの監督に就任するも14試合を指揮した後2024年2月5日辞任。その数カ月後の7月1日にフランス全国選手権2に昇格したばかりのASヴィレ＝ウルガット＝コートフルーリーの監督に就任が決定した。

## 私生活
父のワルテル・ルジはFCシャンブリーの設立者で会長としても9年間の職務を行った。シャンブリーの元監督で現会長のフルヴィオ・ルジとは兄弟である。